# Potok pri Dornberku
Potok pri Dornberku falu Nyugat-Szlovéniában, a Goriška statisztikai régióban, a Vipava-völgyben található. Közigazgatásilag Nova Goricához tartozik. Lakosságának száma 133 fő.
A falu neve 1955-ben változott meg Potokról Potok pri Dornberkura.

## Fordítás
- Ez a szócikk részben vagy egészben  a   Potok pri Dornberku című angol Wikipédia-szócikk ezen változatának fordításán alapul.  Az eredeti cikk szerkesztőit annak laptörténete sorolja fel. Ez a jelzés csupán a megfogalmazás eredetét és a szerzői jogokat jelzi, nem szolgál a cikkben szereplő információk forrásmegjelöléseként.